# Doug Scott
Douglas Keith "Doug" Scott CBE, född 29 maj 1941 i Nottingham, död 7 december 2020 i Cumbria, var en brittisk bergsbestigare och äventyrare.

## Biografi
Scott började klättra som 12-åring efter att ha varit med på en skolutflykt till White Hall Outdoor Activities Centre i Buxton i Peak District. Scotts lärare sa att han och hans vänner under inga omständigheter fick klättra på en liten klippa som låg i närheten av utflyktsområdet. Nästa dag begav sig Scott tillsammans med några vänner till klippan och började klättra. Deras utrustning var väldigt primitiv. De hade bland annat inget bra rep, så Scott tog med sig sin mammas tvättlina. En av hans vänner hittade emellertid en gammal bogserlina hemma hos sin pappa, som de började använda sig av. Scott gjorde cirka 30 expeditioner till Asien och Himalaya. Hälften av de berg han besteg har han gjort som första person.
Scott var gift tre gånger. Han var gift med den indiska klättraren Sharavati (Sharu) Prabhu 1993–2003.

## Everest
Doug Scott var förste klättrare att nå toppen av Mount Everest via South West face, detta gjorde han 25 september 1975 tillsammans med Dougal Haston under den brittiska Everestexpeditionen ledd av Sir Christian Bonington. De båda klättrarna kom till toppen väldigt sent på dygnet (runt 16.00). Därför var de tvungna att bivackera ca 100 vertikala meter under toppen. Natten var väldigt kall, ca -50 och ingen av klättrarna hade någon extra syrgas med sig. Efter ett tag började Haston prata med en tredje klättrare inne i bivacken, som inte fanns. Den klättraren var i stället nere i baslägret. Scott började misstänkte att Haston hade börjat utveckla hjärnödem, men kom sedan på sig själv att ha en konversation med sina fötter. Scott frågade bland annat sin högerfot vad de skulle göra åt vänsterfoten, som var så kall. Hans vänstra fot svarade då att anledningen till att han var så kall var att han inte fick nog med uppmärksamhet. De båda klättrarna överlevde natten och klättrade dagen efter tillbaka ned till säkerheten.

## Makalu
Reinhold Messner bjöd med Doug Scott att bestiga Makalu tillsammans med honom. När de båda klättrarna befann sig mellan baslägret och C1 såg de, enligt Scott, plötsligt ett UFO långt ovanför sig. Människorna nere i baslägret och i en närliggande stad såg också samma föremål. Detta skapade stora rubriker i pressen en tid efter. Efter ytterligare ett par dagar avbröts bestigningen. Messners hustru Nena hade då fött ett barn i den närliggande staden och han valde att fara till henne istället för att försöka bestiga berget.

## K2
Doug Scott sa flera gånger att K2 är det svåraste av alla de stora bergen. Under ett av hans första försök att nå toppen på berget avled hans vän Nick i en lavin som var nära att svepa iväg också Scott. Scott hade just gjort en kort travers över en mycket farlig och öppen yta när en lavin utlöstes. Lavinen svepte iväg Nick och Scott, eftersom se satt fast i samma rep. Men Scott hade tur. Hans ryggsäck var lastad med ca 30 kg förnödenheter. Denna fastnade i marken, vilket ledde till att repet mellan Nick och Scott gick av. Scott begav sig sedan nerför berget för att leta efter sin vän; han visste att han var död men han ville inte att fåglar eller andra djur skulle kunna äta på hans kropp. Han gick således runt i de då ofarliga resterna av lavinen och petade på snöklumpar med en pinne för att se om han hittade Nick. När han hade försäkrat sig om att hans kropp var djupt begravd i is- och snömassorna begav han sig mot baslägret. Där träffade han de övriga i expeditionen. En av dem berättade då att Nick hade sagt att han, tre veckor tidigare, hade drömt om att Scott hade gått i resterna av en lavin, petande med en pinne, i ett försök att hitta Nicks kropp.

## Bestigningar

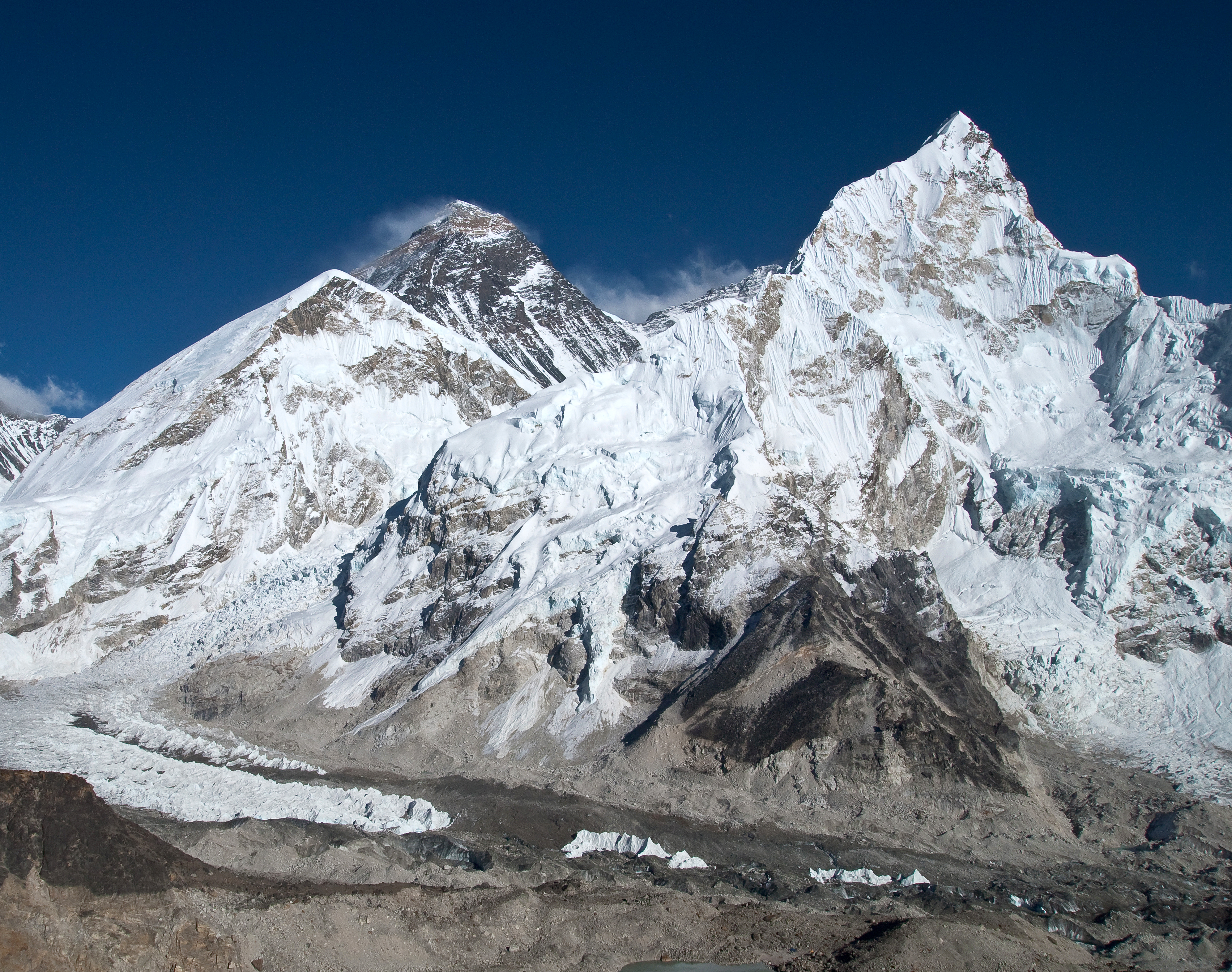
Mount Everest tv. och Nuptse th.

- 1975: Sydvästra ryggen av Mount Everest.
- 1977: Första människa att nå toppen av The Ogre – bröt båda benen på vägen ner.
- 1978: Försök att nå toppen av K2 via västväggen.
- 1979: Nordryggen av Kanchenjunga (8586 m), detta var första gången någon lyckades bestiga berget från den nordvästra sidan.
- 1979: Nuptse tillsammans med Georges Bettembourg, Bryan Hall och Allan Rouse.

## Citat
"That bivouac (on Everest in -75) was crucial to me, a turning point in the way I have lived"
- Doug Scott
"I think it is wrong to call areas above 8000-meters for 'the deathzone'. It's when you are at that altitude you truly feel alive."
- Doug Scott